# 溫蒂·菲奧蕾
溫蒂·菲奧蕾（英語：Wendy Fiore，1983年12月21日—），美國女模特兒，擁有義大利與波蘭血統。

## 生平
溫蒂·菲奧蕾出生於伊利諾州芝加哥，擁有義大利與波蘭血統。她是政客巴德·阿舍（1925年至2013年）的繼女；阿舍是佛羅里達州的富人之一，據報導他在2013年去世時將一些酒店遺贈給了她。
菲奧蕾時常會在自己的社交網站上貼出自己的豔照，而使她獲得了知名度。她較知名的是擁有一對傲人的巨乳。在網上走紅的她很快地收到許多來自美國本土及國際品牌的模特兒邀約，例如天狼星XM（2010年）、花花公子電台。她還以倡導克隆氏症而聞名，這是自己多年來一直患有的疾病。
網上曾有報導指出菲奧蕾在乳房上做過手術，但本人親自反駁，表示自己的乳房純天然。在另一份聲明中，她透露，高中時母親曾帶她去看外科醫生，以縮小她32JJ大小的乳房。直到她被發現貧血後，手術被取消。
菲奧蕾喜歡健身，曾出版健身書，並在社交媒體平台上提供免費電子書。她與同為模特兒的蘿西·羅夫是朋友。

## 外部連結
- 官方网站
- 溫蒂·菲奧蕾的X（前Twitter）
- 溫蒂·菲奧蕾的Instagram帳戶